# Народна Република Монголија
Народна Република Монголија (монг. Бүгд Найрамдах Монгол Ард Улс) је била социјалистичка држава у Азији, која је постојала од 1924. до 1992. године. Била је савезник Совјетског Савеза током целог свог постојања. Државом је владала Монголска народна револуционарна партија.

## Историја

### Формирање
Након избијања националистичке револуције у Кини и свргавања династије Ћинг 1911. године, монголски великаши прогласили су отцепљење Унутрашње Монголије од Републике Кине. Кина није била способна вратити Монголију због слабе војске и хаотичног стања у земљи. Године 1915, Русија, Монголија и Кина склопиле су уговор у којем је Монголији додељен аутономни статус под суверенитетом Кине.
Године 1919, Кина је укинула аутономни статус Монголије искористивши избијање Октобарске револуције под изговором заштите од ширења бољшевизма. У исто је време основана Монголска радничка партија, чији су се чланови обратили Совјетској Русији за помоћ. Марта 1921. године, јединице Беле армије ушле су у Монголију, након чега је поновно проглашена независност, а Монголија формирана као теократска држава. Убрзо је у Спољној Монголији избила социјалистичка револуција. До јула 1921, јединице Црвене армије и Монголске радничке партије заузеле су Монголију, док је дотадашњи владар остао само формално на власти.
Након што су Совјети консолидовали власт, све више је растао њихов утицај је у Монголији, па је 26. новембра 1924. године проглашена Народна Република Монголија.

### Консолиација власти (1925−1938)
Између 1925. и 1928. године, нова социјалстичка влада је учврстила своје позиције у Монголији. Од 1928. године покренута је колективизација и аграрба реформа, тј. одузимање земље племству и клеру, те њена расподела сиромашним сељацима. Забрањено је и приватно власништво. Јапанска империјалистичка политика потакла је Совјете да 1937. расподеле по Монголији јединице Црвене армије.
Веће ангажовање Совјета у Монголији потакло је стаљинске чистке у монголској партији од 1937. до 1938. године. Тадашњи председник Монголије био је Хорлогин Чојбалсан, који је у многим стварима „копирао“ Стаљинове потезе у СССР-у. Процењује се да је у чисткама страдало између 30.000 и 35.000 људи, што је у то време било око 5% монголског становништва, а будизам као религија је престао да се практикује готово у целости.

### Други светски рат (1939−1945)
У лето 1939. године, совјетска и монголска армија поразиле су јапанске снаге у бици код Калкин Гола. Након битке потписано је примирје и формирана комисија која је у јесен исте године утврдила тачну границу између Монголије и Манџурије.
Од 1941. године, монголска економија је користила Совјетском Савезу у борбама на западу против Нацистичке Немачке и њених савезника. У лето 1945. године, Совјетски Савез је из Монголије покренуо офанзиву на Манџурију, па су Јапанци избачени из Манџурије. Тада је у Монголији било стационирано око 650.000 совјетских војника. Монголска народна армија такође је имала ограниченог учешћа у ослобађању Манџурије, што је Стаљин искористио да Кинезима наметне признање Монголије као суверене државе.

### Кинеско-совјетски споразум (1945)
Иако је Монголија де факто била држава независна од Кине, она је де јуре још увек била део Кине. Стаљин се посебно залагао за то да Чанг Кај Шек призна независност Спољне Монголије (што је била Народна република). Чанг је напослетку пристао на захтев, а Стаљин је заузврат обећао Чангу да неће покушавати да уједини Спољну са Унутрашњом Монголијом (која је тако остала део Кине). Сем тога, споразум је гарантовао независност Спољне Монголије. Тим споразумом окончан је Чојбалсанов сан о уједињењу две Монголије и стварању Велике Монголије.

### Хладни рат (1945−1985)
Након завршетка рата, монголска влада се усредоточила на економски развој. Монголија је успоставила добре односе са Северном Корејом и социјалистичким државама у источној Европи. Монголија и Народна Република Кина признале су једна другу 1949. године, а Кина се одрекла било каквих претензија на територију НР Монголије. Ипак, Мао Цедунг се потајно надао да ће једном успети да интегрише Монголију у Кину. Након Стаљинове смрти и Хрушчовљеве денцунцијације Стаљина 1956. године, Кинези су покушали да ревидирају Совјетско-кинески уговор тврдећи да се радило о једној од Стаљинових грешака.
Током 1950-их, сарадња између Монголије и Кине била је развијена. Кина је економски помагала Монголију, поготово у индустријализацији. Хиљаде кинеских радника долазили су у Многлоију и учествовали у изградњи земље. Кина је повукла своје учешће у свим пројектима након совјетско-кинеског разлаза 1962. године.
Монголија је током совјетско-кинеског разлаза чврсто стала на страну СССР-а, а од 1963. с обе стране монголско-кинеске границе почеле су се гомилати војне трупе. Монголска влада је 1965. позвала Совјете да стационирају своје трупе, што је 1966. означило почетак совјетске војне присутности у Монголији која ће трајати све до 1990-их. Тако је у Монголији од 1967. године била стационирана 39. совјетска армија.
Совјетски Савез је после Другог светскога рата подстицао Монголију да учествује у међународним конференцијама и организацијама. Монголија је 1955. године поднела захтев за чланством у Уједињеним нацијама, али је на тај захтев вето ставила влада Републике Кине, која се након победе комуниста у Кини налазила на острву Тајван. У то време кинеска влада на Тајвану је била призната у УН-у, а влада комунистичке Кине са седиштем у Пекингу није била представљена у УН-у. Након победе комуниста на копненом делу Кине 1949, Република Кина (са седиштем на Тајвану) обновила је своје претензије на Спољну Монголију. Монголија је постала члан УН-а 1961. када је СССР запретио ветом на приступање УН-у тек деколонизованих земаља Африке. Монголија није имала дипломатске односе са САД-ом све до краја Хладног рата, крајем 1980-их.

### Крај Народне републике (1985−1992)
Након промоције Горбачовљевих Перестројке и Гласности, сличне реформе су започеле и у Монголији. Након масовних демонстрација у зими 1990. године, Партија је почела губити надзор над државом. Политбиро МНРП дао је оставку у марту, а у мају је усвојен нови устав у којем је уклоњена референца на улогу МНРП-а као главне силе водиље у земљи, допуштено оснивање нових партија и установљен кабинет председника. Први вишепартијски избори у Монголији одржани су 29. јула 1990. године. Чак 85% гласова освојила је Монголска народна револуционарна партија, која је остала на власти до 1996. године.
Совјетски Савез је повукао све своје војне трупе и логистику између 1987. и 1992. године. Од тада је примарни циљ спољне политике Монголије одржавање добрих односа са суседима, Русијом и Кином, и несврставање.